# Comuna Osîtneajka, Kirovohrad
Osîtneajka (în ucraineană Оситняжка) este o comună în raionul Kirovohrad, regiunea Kirovohrad, Ucraina, formată din satele Osîtneajka (reședința) și Petrove.

## Demografie
Componența lingvistică a comunei Osîtneajka
     Ucraineană (96,93%)
     Rusă (2,74%)
     Alte limbi (0,25%)
Conform recensământului din 2001, majoritatea populației comunei Osîtneajka era vorbitoare de ucraineană (96,93%), existând în minoritate și vorbitori de rusă (2,74%).